# Éleuthère Mascart

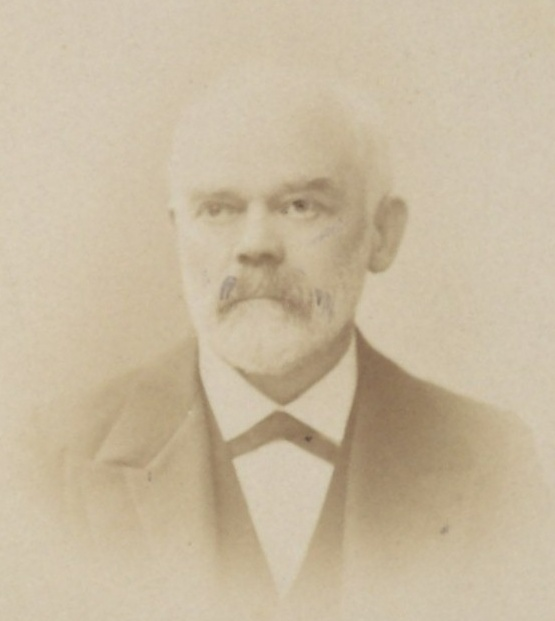
Eleuthère Mascart

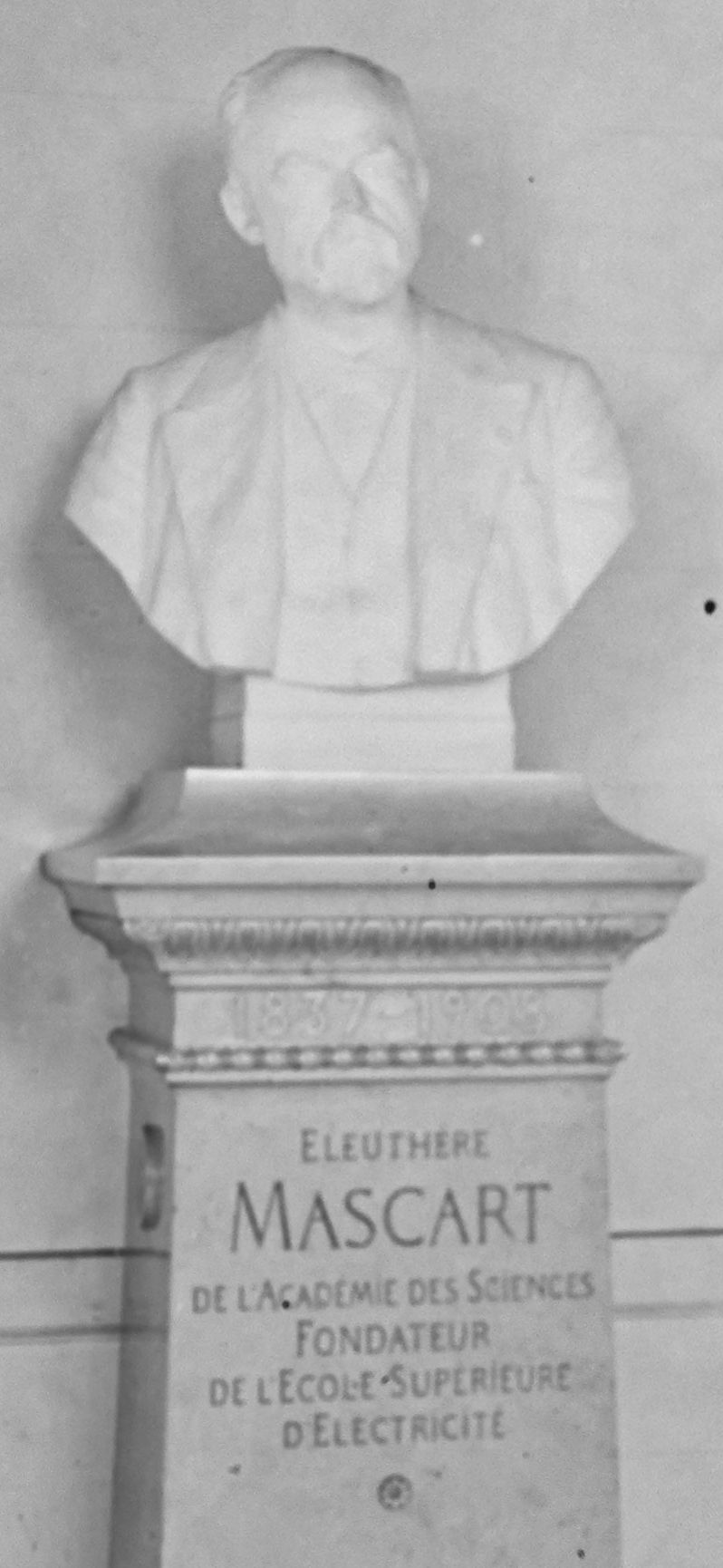
Eleuthère Mascart

Éleuthère Élie Nicolas Mascart (* 20. Februar 1837 in Quarouble, Region Nord-Pas-de-Calais; † 24. August 1908 in Paris) war ein französischer Physiker, der auf dem Gebiet der Optik und Elektrizität forschte. Er war Professor für Experimentalphysik am Collège de France. Als weltweit führender Meteorologe organisierte er den französischen Wetterdienst météorologie nationale française, einen Vorgänger des Météo-France.
Am 15. Dezember 1884 wurde er in die Académie des sciences aufgenommen. Seit Dezember 1891 war er korrespondierendes Mitglied der Russischen Akademie der Wissenschaften in Sankt Petersburg. 1895 wurde er korrespondierendes Mitglied der Preußischen Akademie der Wissenschaften sowie Ehrenmitglied (Honorary Fellow) der Royal Society of Edinburgh.
Eleuthère Mascart war der Vater des Astronomen Jean Mascart. Er war der Großvater (mütterlicherseits) des Physikers Léon Brillouin. Nach ihm ist das Kap Mascart auf der Adelaide-Insel vor der Westküste der Antarktischen Halbinsel benannt.